# Liste der Biografien/Bua
Liste der Biografien |
Portal Biografien |
Personensuche
# |
A |
B |
C |
D |
E |
F |
G |
H |
I |
J |
K |
L |
M |
N |
O |
P |
Q |
R |
S |
T |
U |
V |
W |
X |
Y |
Z |
?
 
Ba |
Be |
Bd |
Bg |
Bh |
Bi |
Bj |
Bl |
Bm |
Bn |
Bo |
Br |
Bs |
Bu |
Bw |
By |
Bz
 
Bua |
Bub |
Buc |
Bud |
Bue |
Buf |
Bug |
Buh |
Bui |
Buj |
Buk |
Bul |
Bum |
Bun |
Buo |
Buq |
Bur |
Bus |
But–Buz
Die Liste der Biografien führt alle Personen auf, die in der deutschsprachigen Wikipedia einen Artikel haben. Dieses ist eine Teilliste mit 33 Einträgen von Personen, deren Namen mit den Buchstaben „Bua“ beginnt.

## Bua
- Bua Nanasampanno, Ajahn Maha (1913–2011), buddhistischer Mönch und Meditationslehrer
- Búa Otero, Ramón (1933–2012), spanischer Geistlicher und Theologe, römisch-katholischer Bischof
- Bua, Kevin (* 1993), schweizerisch-spanischer Fußballspieler
- Búa, Lucas (* 1994), spanischer Sprinter
- Bua, Rosolino (1901–1979), italienischer Schauspieler
- Búa, Tatiana (* 1990), argentinische Tennisspielerin

### Buaa
- Buaas, Kjersti (* 1981), norwegische Snowboarderin

### Buab
- Buaben, Prince (* 1988), ghanaischer Fußballspieler
- Buabeng, Thelma (* 1981), deutsche Schauspielerin, Comedienne und TV-Moderatorin

### Buac
- Buache, Freddy (1924–2019), Schweizer Journalist, Filmkritiker und Filmhistoriker
- Buache, Jean-Nicolas (1741–1825), französischer Geograph
- Buache, Philippe (1700–1773), französischer Geograph

### Buad
- Buade, Louis de (1622–1698), Gouverneur der französischen Kolonie Neufrankreich in Kanada
- Buadromo, Matelita (* 1996), fidschianische Schwimmern
- Buadromo, Virisila (* 1972), fidschianische Frauenrechtlerin und Journalistin
- Buadwal, Eshaan, kanadischer Schauspieler

### Buai
- Buaira, Abu Bakr (* 1941), libyscher Parlamentarier, Politiker, Föderalist und Hochschullehrer

### Buak
- Buakaew, Wanna (* 1981), thailändische Volleyballspielerin
- Buakaw Banchamek (* 1982), thailändischer Muay-Thai-KämpferBuakaw Banchamek (* 1982)

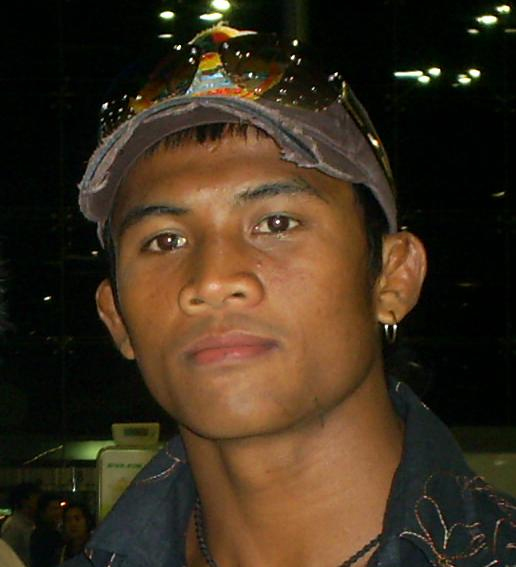
Buakaw Banchamek (* 1982)

### Bual
- Buala, Elanga (1964–2021), papua-neuguineische Leichtathletin

### Buan
- Buanne, Patrizio (* 1978), italienischer Bariton

### Buar
- Buari, Malik (* 1984), ghanaisch-englischer Fußballspieler
- Buaro, Ebrima (* 2000), gambischer Schwimmer
- Buaró, Pedro (* 2001), portugiesischer Stabhochspringer
- Buarque de Holanda, Sérgio (1902–1982), brasilianischer Journalist, Schriftsteller und Historiker
- Buarque, Chico (* 1944), brasilianischer Musiker und Autor
- Buarque, Cristina (1950–2025), brasilianische Sängerin und Komponistin

### Buat
- Buat, Edmond (1868–1923), französischer General
- Buatier de Kolta (1847–1903), französischer Zauberkünstler
- Buatsi, Joshua (* 1993), englischer Boxer

### Buay
- Buayam, Kamonwan (* 1996), thailändische Tennisspielerin
- Buayi-Kiala, Nathan (* 2004), französisch-kongolesischer Fußballspieler

### Buaz
- Buazzelli, Tino (1922–1980), italienischer Schauspieler